# Meat City
Meat City è un brano musicale di John Lennon, pubblicato nel suo album Mind Games del 1973.

## Il brano

### Composizione e registrazione
Venne composto nel primo periodo di permanenza a New York, dove Lennon, assieme alla moglie Yōko Ono, si era trasferito nell'agosto 1971. La loro prima residenza fu il St Regis Hotel, dove l'artista registrò vari demo, fra cui quello di un brano intitolato Shoeshine, alla base di Meat City; un altro brano simile è Just Give Me Some Rock 'n' Roll, registrato nello stesso periodo, quando il chitarrista stava registrando la colonna sonora di un film, poi rimasto irrealizzato, intitolato Clock. Alla fine del 1972 Lennon completò il testo e la melodia. Ad inizio estate 1973 venne registrato il demo di Meat City, con una chitarra elettrica suonata dallo stesso Lennon stesso. Questo nastro conteneva un riff che in seguito venne utilizzato per il brano Steel and Grass. La versione però pubblicata su Mind Games ha, al posto del riff, una parte di chitarre considerata cacofonica da alcuni. La versione di Mind Games è stata registrata fra luglio ed agosto 1973, prodotta da Lennon stesso.
Della versione pubblicata, la prima parte delle strofe parla dell'eccitazione dell'autore nei confronti della vitalità di New York, mentre la seconda della Cina e della possibilità di utilizzare il rock and roll come un inno alla libertà. Il genere non è costante: parte con un urlo "rockabilly", ma lo stile non va avanti nel tempo: infatti, il sopracitato riff è stato descritto come aggressivo e funky.

### Pubblicazione
Pubblicata come ultima traccia di Mind Games, è stata anche il lato B dell'omonimo singolo. Il pezzo contiene un messaggio al contrario (o bacwardget message), ma in due versioni differenti: in quella pubblicata sul singolo si sente Check the album, mentre in quella sull'album Fuck a pig.
Il nastro demo casalingo di Meat City, registrato nell'estate dell'anno di pubblicazione, è stata inclusa come bonus track nella ristampa su CD di Mind Games, pubblicata nel 2002.

### Accoglienza
Sia John Banley che Paul du Noyer hanno considerato Meat City il degno completamento di Mind Games; il primo ha anche aggiunto che fece capire ai fan di Lennon che questi non avesse abbandonato del tutto il rock and roll e che il periodo in cui questo brano è stato pubblicato è quello in cui John si è completamente abbandonato all'edonismo. Il critico musicale Johnny Rogan ha affermato che il brano è positivamente acerbo e fortunatamente con uno stile verso il rock. Il sito PopMatters ha considerato il riff di chitarra come uno dei peggiori di John Lennon. Il critico Stephen Thomas Erlewine di AllMusic ha considerato il brano, così come Tight A$, forzato e maldestro, mentre i giornalisti Roy Carr e Tony Tyler hanno affermato che la canzone è salvata dalla parte chitarristica.

## Formazione
- John Lennon: voce, chitarra
- David Spinozza: chitarra
- Gordon Edwards: basso
- Ken Ascher: tastiera
- Jim Keltner: batteria
- Rick Marotta: batteria[1]